# مستر سلطع
مستر سلطع (بالإنجليزية:Mr. Krabs) هو شخصية خيالية في مسلسل الرسوم المتحركة الأمريكي سبونج بوب سكوير بانتس ظهر للمرة الأولى عام 1999 وهو عبارة عن سرطان لديه مطعم وجبات سريعة يدعى مقرمشات سلطع وهو يحب المال كثيراً. وقام بأداء صوته في النسخة الإنجليزية الممثل الأمريكي كلانسي براون أما في النسخة العربية فقام الممثل ضياء عبد الخالق.

## روابط خارجية
- مستر سلطع على موقع ميوزك برينز (الإنجليزية)
- مستر سلطع في قاعدة بيانات الأفلام على الإنترنت